# Championnats du monde de marathon (canoë-kayak) 2009
Navigation
Championnats du monde de marathon 2008 Championnats du monde de marathon 2010
Les 17e championnats du monde de marathon en canoë-kayak de 2009 se sont tenus à Crestuma (une paroisse de Vila Nova de Gaia) au Portugal du 19 au 20 septembre 2009, sous l'égide de la Fédération internationale de canoë.

## Podiums

### Sénior

#### K1
| Rang               | Athlète        | Pays        | Temps              |
| ------------------ | -------------- | ----------- | ------------------ |
| Médaille d'or      | Manuel Busto   | Espagne     | 2 h 08 min 21 s 63 |
| Médaille d'argent  | Benjamin Brown | Royaume-Uni | 2 h 08 min 28 s 51 |
| Médaille de bronze | José Ramalho   | Portugal    | 2 h 08 min 31 s 79 |

| Rang               | Athlète       | Pays        | Temps              |
| ------------------ | ------------- | ----------- | ------------------ |
| Médaille d'or      | Beatriz Gomes | Portugal    | 1 h 58 min 41 s 13 |
| Médaille d'argent  | Renáta Csay   | Hongrie     | 1 h 58 min 42 s 55 |
| Médaille de bronze | Lani Belcher  | Royaume-Uni | 1 h 58 min 52 s 71 |

#### K2
| Rang               | Athlète                        | Pays           | Temps              |
| ------------------ | ------------------------------ | -------------- | ------------------ |
| Médaille d'or      | Emilio Merchan Alvaro Fiuza    | Espagne        | 1 h 58 min 22 s 69 |
| Médaille d'argent  | Shaun Rubenstein Anthony Stott | Afrique du Sud | 1 h 58 min 24 s 11 |
| Médaille de bronze | Jakub Adam Petr Jambor         | Tchéquie       | 1 h 58 min 29 s 35 |

| Rang               | Athlète                                  | Pays     | Temps              |
| ------------------ | ---------------------------------------- | -------- | ------------------ |
| Médaille d'or      | Anne Lolk Thomsen Henriette Engel Hansen | Danemark | 1 h 51 min 03 s 53 |
| Médaille d'argent  | Renata Csay Berenike Faldum              | Hongrie  | 1 h 51 min 04 s 30 |
| Médaille de bronze | Joana Sousa Beatriz Gomes                | Portugal | 1 h 52 min 04 s 37 |

#### C1
| Rang               | Athlète          | Pays      | Temps              |
| ------------------ | ---------------- | --------- | ------------------ |
| Médaille d'or      | Edvin Csabai     | Hongrie   | 1 h 58 min 33 s 04 |
| Médaille d'argent  | Manuel A. Campos | Espagne   | 1 h 58 min 36 s 97 |
| Médaille de bronze | Franz Michael    | Allemagne | 1 h 58 min 40 s 03 |

#### C2
| Rang               | Athlète                          | Pays    | Temps              |
| ------------------ | -------------------------------- | ------- | ------------------ |
| Médaille d'or      | Edvin Csabai Nagy Péter          | Hongrie | 1 h 52 min 21 s 03 |
| Médaille d'argent  | Angel Ribadomar David Mascato    | Espagne | 1 h 54 min 53 s 95 |
| Médaille de bronze | Stéphane Hascoët Mathieu Beugnet | France  | 1 h 55 min 02 s 58 |

### Moins de 23 ans

#### K1
| Rang               | Athlète            | Pays           | Temps              |
| ------------------ | ------------------ | -------------- | ------------------ |
| Médaille d'or      | Grant Van Der Walt | Afrique du Sud | 1 h 53 min 49 s 24 |
| Médaille d'argent  | Fernando Pimenta   | Portugal       | 1 h 53 min 52 s 07 |
| Médaille de bronze | Thomas Daniels     | Royaume-Uni    | 1 h 54 min 29 s 20 |

| Rang               | Athlète         | Pays        | Temps              |
| ------------------ | --------------- | ----------- | ------------------ |
| Médaille d'or      | Stefania Cicali | Italie      | 1 h 39 min 31 s 21 |
| Médaille d'argent  | Louisa Gurski   | Royaume-Uni | 1 h 40 min 08 s 77 |
| Médaille de bronze | Eszter Havas    | Hongrie     | 1 h 40 min 17 s 95 |

#### C1
| Rang               | Athlète          | Pays               | Temps              |
| ------------------ | ---------------- | ------------------ | ------------------ |
| Médaille d'or      | Manuel Garrido   | Espagne            | 1 h 44 min 40 s 73 |
| Médaille d'argent  | Jan Luňáček      | République tchèque | 1 h 45 min 15 s 67 |
| Médaille de bronze | Stéphane Hascoët | France             | 1 h 45 min 47 s 67 |

### Junior

#### K1
| Rang               | Athlète              | Pays           | Temps              |
| ------------------ | -------------------- | -------------- | ------------------ |
| Médaille d'or      | Brandon Van Der Walt | Afrique du Sud | 1 h 33 min 55 s 86 |
| Médaille d'argent  | Toon Broekx          | Belgique       | 1 h 34 min 09 s 83 |
| Médaille de bronze | Dean Terry           | Royaume-Uni    | 1 h 34 min 26 s 65 |

| Rang               | Athlète                | Pays    | Temps              |
| ------------------ | ---------------------- | ------- | ------------------ |
| Médaille d'or      | Alexandra Georgopoulou | Hongrie | 1 h 23 min 48 s 57 |
| Médaille d'argent  | Michaela Jonsson       | Suède   | 1 h 23 min 53 s 26 |
| Médaille de bronze | Eniko Vaczai           | Hongrie | 1 h 24 min 03 s 64 |

#### K2
| Rang               | Athlète                        | Pays    | Temps              |
| ------------------ | ------------------------------ | ------- | ------------------ |
| Médaille d'or      | Carlos Garrote Rodrigo Cubelos | Espagne | 1 h 28 min 58 s 91 |
| Médaille d'argent  | Carlo Cecchini Leon Galeotti   | Italie  | 1 h 29 min 05 s 57 |
| Médaille de bronze | Balax Szabo Máté Rauscher      | Hongrie | 1 h 29 min 21 s 51 |

| Rang               | Athlète                                | Pays     | Temps              |
| ------------------ | -------------------------------------- | -------- | ------------------ |
| Médaille d'or      | Orsolya Groholy Veronika Fonagy        | Hongrie  | 1 h 17 min 22 s 06 |
| Médaille d'argent  | Alexandra Georgopoulou Ramóna Farkasdi | Hongrie  | 1 h 17 min 25 s 99 |
| Médaille de bronze | Lize Broekx Femke Weckx                | Belgique | 1 h 17 min 39 s 31 |

#### C1
| Rang               | Athlète        | Pays    | Temps              |
| ------------------ | -------------- | ------- | ------------------ |
| Médaille d'or      | Romain Beugnet | France  | 1 h 24 min 30 s 50 |
| Médaille d'argent  | Adrien Bart    | France  | 1 h 25 min 41 s 15 |
| Médaille de bronze | Adam Docze     | Hongrie | 1 h 26 min 36 s 86 |

#### C2
| Rang               | Athlète                           | Pays    | Temps              |
| ------------------ | --------------------------------- | ------- | ------------------ |
| Médaille d'or      | Adrien Bart Romain Beugnet        | France  | 1 h 19 min 17 s 37 |
| Médaille d'argent  | Luis Morais Adrian Gonzalez       | Espagne | 1 h 20 min 09 s 82 |
| Médaille de bronze | Mateusz Kamiński Marcin Smoliński | Pologne | 1 h 20 min 18 s 10 |

## Tableau des médailles
| Rang  | Nation         | Or | Argent | Bronze | Total |
| ----- | -------------- | -- | ------ | ------ | ----- |
| 1     | Espagne        | 2  | 2      | 0      | 4     |
| -     | Hongrie        | 2  | 2      | 0      | 4     |
| 3     | Portugal       | 1  | 0      | 2      | 3     |
| 4     | Danemark       | 1  | 0      | 0      | 1     |
| 5     | Royaume-Uni    | 0  | 1      | 1      | 2     |
| 6     | Afrique du Sud | 0  | 1      | 0      | 1     |
| 7     | Allemagne      | 0  | 0      | 1      | 1     |
| -     | France         | 0  | 0      | 1      | 1     |
| -     | Tchéquie       | 0  | 0      | 1      | 1     |
| Total | Total          | 6  | 6      | 6      | 18    |